# 蝎蛉科
蝎蛉科（学名：Panorpidae）昆虫纲长翅目的一科，主要分布于北半球。

## 特征习性
本科昆虫体型中等细长，其雄性成虫腹部末端膨大上举，犹如蝎子的尾部，故名。蝎蛉科昆虫的头部前方延长成喙，喙的末端有咀嚼式口器。主要以死亡的节肢动物为食，偶尔取食花蜜、水果等。

## 属
本科一般分为以下7属：
- 单角蝎蛉属 Cerapanorpa Gao, Ma & Hua, 2016[3][4]
- 双角蝎蛉属 Dicerapanorpa Zhong & Hua, 2013
- 叉蝎蛉属 Furcatopanorpa Ma & Hua, 2011
- 长腹蝎蛉属 Leptopanorpa MacLachlan, 1875
- 新蝎蛉属 Neopanorpa Weele, 1909
- 蝎蛉属 Panorpa Linnaeus, 1758
- 华蝎蛉属 Sinopanorpa Cai & Hua in Cai, Huang & Hua, 2008